# Überschwemmungen in Victoria 2011

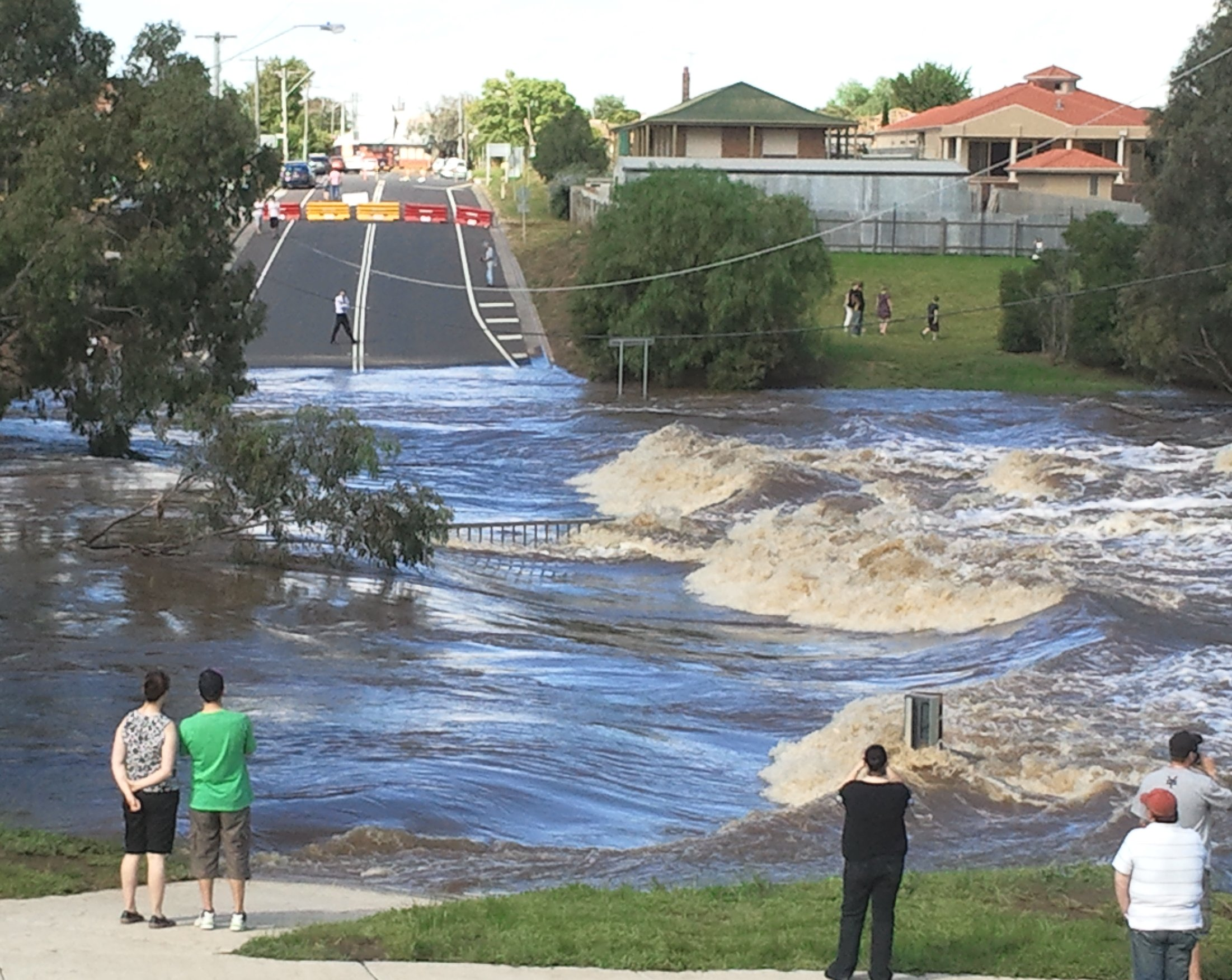
Über die Ufer getretener Werribee River bei Werribee

Heftige Regenfälle vom 12. bis 14. Januar 2011 überfluteten große Teile des westlichen und zentralen Australiens. Besonders stark waren die Überschwemmungen in Queensland und in Victoria und dort vor allem die nördlichen und zentralen Gebiete.
Viele der Städte in Victoria waren bereits von Überschwemmungen im September 2010 betroffen, jedoch war die Überschwemmung von 2011 wesentlich zerstörerischer. Die überflutete Fläche war viermal größer als damals. Dies führte zu tausenden von Evakuierungen durch den State Emergency Service (SES). Am 18. Januar waren mehr als 51 Städte und Ortschaften in Victoria von der Flut betroffen, über 1.730 Gebäude wurden überflutet und über 17.000 Wohngebäude waren ohne Strom.

## Betroffene Regionen und Orte
Am stärksten betroffen waren die Städte und Ortschaften Horsham, Shepparton und Swan Hill wie auch Charlton, Rochester, Carisbrook, Beaufort, Glenorchy, Rupanyup, Echuca, Bridgewater On Loddon, Creswick, Clunes, Kerang, Warracknabeal und Skipton.
Die Überschwemmungen zerstörten zahlreiche Straßen und hunderte von Straßen- und Eisenbahnverbindungen wurden unterbrochen. Die Fluten verwüsteten 51.700 Hektar Weidefläche, 41.200 Hektar Ackerfläche und 6.106 Schafe ertranken. Die Handelskammer und die Farmers Union von Victoria ging von einem Schaden in hunderten von Millionen A$s aus, und das Department of Primary Industries schätzte den volkswirtschaftlichen Schaden später auf 2 Milliarden A$.
Kevin Parkyn, der Chefmeteorologe des australischen Bureau of Meteorology sprach davon, dass Victoria nach einer Woche heftiger und ergiebiger Regenfälle eine der schlimmsten Überschwemmungen in der Geschichte des Bundesstaats durchmache, und nach Terry Ryan, dem für die Vorhersage des Bureau of Meteorology zuständige Meteorologen, waren die Überschwemmungen in Bezug auf Wassertiefe und Ausdehnung die schlimmsten seit Beginn der Wetteraufzeichnung in Westvictoria. Der Premierminister von Victoria Ted Baillieu ordnete die Überschwemmungen unter die größten der Staatsgeschichte ein.

## Hintergrund
Der stärkste La Niña, der seit 1973 niederging, führte zu Überschwemmungen in Victoria und in Queensland. Es waren die heftigsten Niederschläge eines Januars, über die je in der Geschichte Australien berichtet wurde.
Ein tiefer Trog über dem Südosten von Australien führte zu tropischen Niederschlägen über dem Norden Australiens und zu einem Rekord von über 96 % Luftfeuchtigkeit. Heftige Niederschläge und schwere Stürme bildeten sich über Victoria und auch über dem Norden von Tasmanien, westlichen New South Wales und den östlichen Gebieten von South Australia aus.
Während des Dauerregens über Victoria entstanden Sturzfluten, die Halls Gap und Beaufort fluteten und Geschäfts- und Wohnhäuser zerstörten. Während früher das Wasser erst anschwoll, wenn der Niederschlag verebbte, traten die Wasserläufe unverzüglich über ihre Ufer und eine schnelle Evakuierung wurde erforderlich. Trotz aufklarenden Wetters, breiteten sich die Überschwemmungen im Januar und Februar 2010 weiter aus und entwickelten sich zu dem, was als Inlandsee bezeichnet wird, der sich über die landwirtschaftlichen Flächen im Nordwesten Victorias erstreckte.

## Frühwarnung und Evakuierung
Reißende Flüsse führten zu Evakuierungen in vielen weiteren Städten im zentralen und westlichen Victoria.
- Allansford & Jubilee Park, Victoria – 10 Personen wurden am 16. Januar ins Archie Graham Centre evakuiert und die Frank Street und Station Street mussten durch Sandsäcke abgesperrt werden.[18]
- Charlton evakuiert nach Donald
- Glenorchy
- Rupanyup
- Carisbrook – 1.000 Personen wurden nach Maryborough evakuiert
- Creswick
- Halls Gap
- Kerang
- Quambatook
- Warracknabeal
- Quantong
- Dimboola
- Jeparit[19]
- Kerang – 224 Ortsansässige wurden evakuiert
- Horsham – 1.000 Haushalte wurden aufgefordert, ihre Anwesen zu verlassen
- Cohuna
- Barham
- Beulah
- Dimboola
- Nelson[20]

## Betroffene Flussläufe
- Wimmera River
- Loddon River
- Campaspe River
- Avoca River
- Hopkins River
- Werribee River
- Goulburn River
- Yarra River
- Mount Emu Creek
- Yarriambiack Creek
- Glenelg River[17][21][20]

## Betroffene Siedlungen
- Beaufort – Bäche, die in den Lake Beaufort fließen, traten über ihre Ufer, überfluteten die Hauptstraßen der Stadt[22] und mehr als 70 Wohnhäuser.[23]

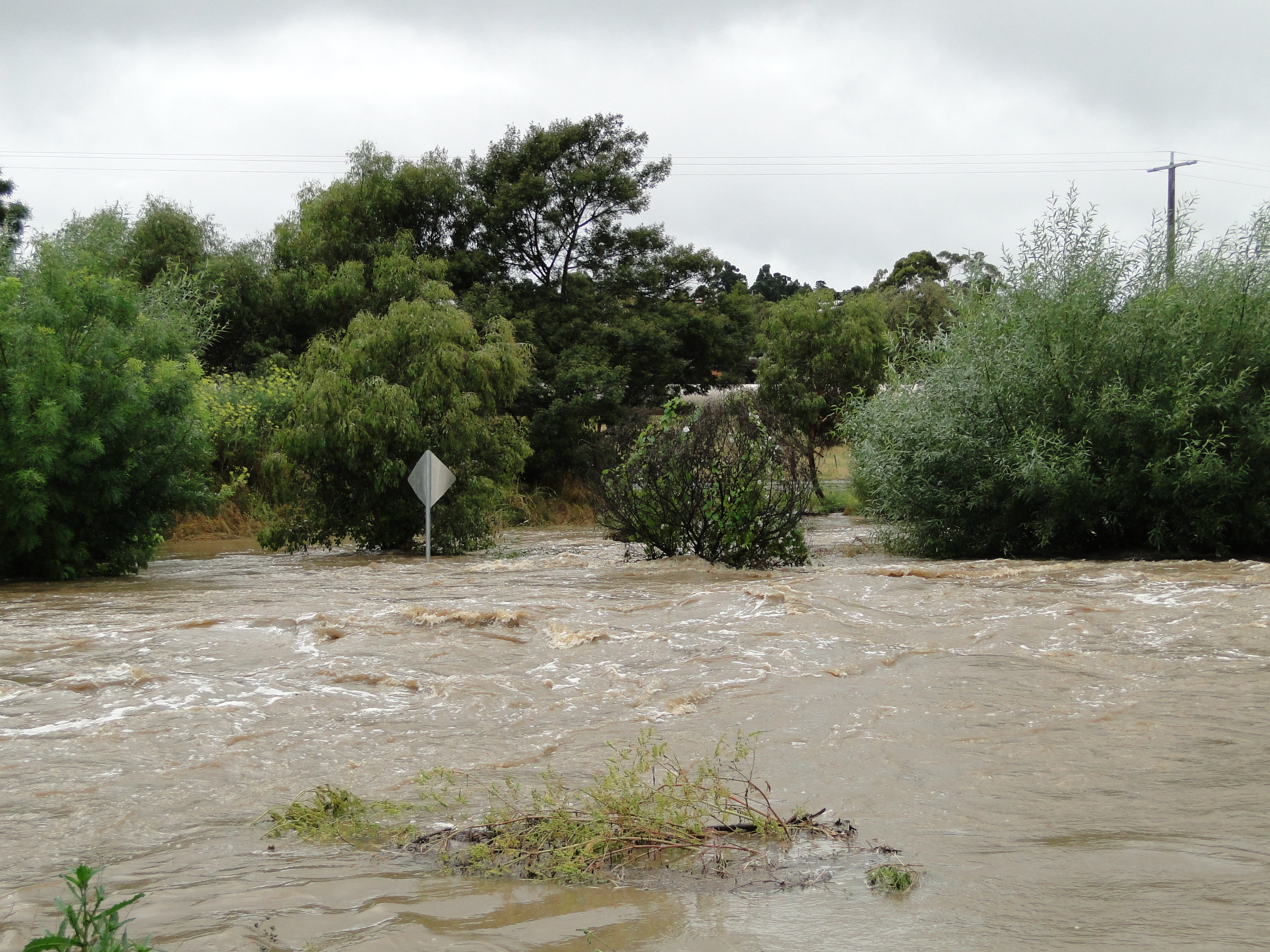
Überfluteter Yarrowee River zwischen den Vororten von Ballarat Redan und Mount Pleasant am 13. Januar

- Ballarat – der Niederschlagsrekord von 95 Millimetern je m² führte zur Überflutung des Wassereinzugsgebiets des Yarrowee River. 20 Häuser wurden im Stadtgebiet und 10 in der Vorstadt von Miners Rest geflutet, als der Burrumbeet Creek über die Ufer trat.[24][25] Dies traf auch die Wohngebiete in Alfredton und Delacombe.[26] Die Überfüllung des Lake Wendouree ereignete sich erstmals wieder nach 2002, da der See bereits 2010 nach der Trockenperiode seit 2007 mit Wasser gefüllt worden war.[27] Der Yarrowee River und Creswick Creek schwollen an, ohne schwere Verwüstungen anzurichten.
- Bridgewater On Loddon – erreichten die Scheitelhöhen der Flut zweimal, die erste am 14. Januar und die zweite am folgenden Tag. Die Wasser drangen in etwa 50 Häuser wie auch in die Polizeistation, Caravanpark, das Hotel und weitere Geschäftshäuser.[28]
- Carisbrook – insgesamt 275 Häuser standen bis zu anderthalb Meter unter Wasser.[29]
- Charlton – mehr als 400 Häuser wurden überflutet.[30] Ein Umspannwerk musste abgeschaltet werden, das 8.000 Strom-Abnahmestellen der Stadt betraf.[31]
- Creswick – wurde evakuiert, nachdem der Creswick Creek über seine Ufer trat und das Stadtzentrum überflutete.[32] 35 Wohn- und Geschäftshäuser wurden durch die größte Flut beschädigt, die in der Stadtgeschichte verzeichnet ist.[33]
- Echuca – 200 nicht durch Dämme geschützte Häuser wurden am 16. Januar überflutet, als der Scheitelpunkt des Wassers seinen höchsten Punkt erreichte.[34]
- Halls Gap – wurde nach einer Sturzflut evakuiert und Erdrutsche zerschnitten die Stadt.[35]

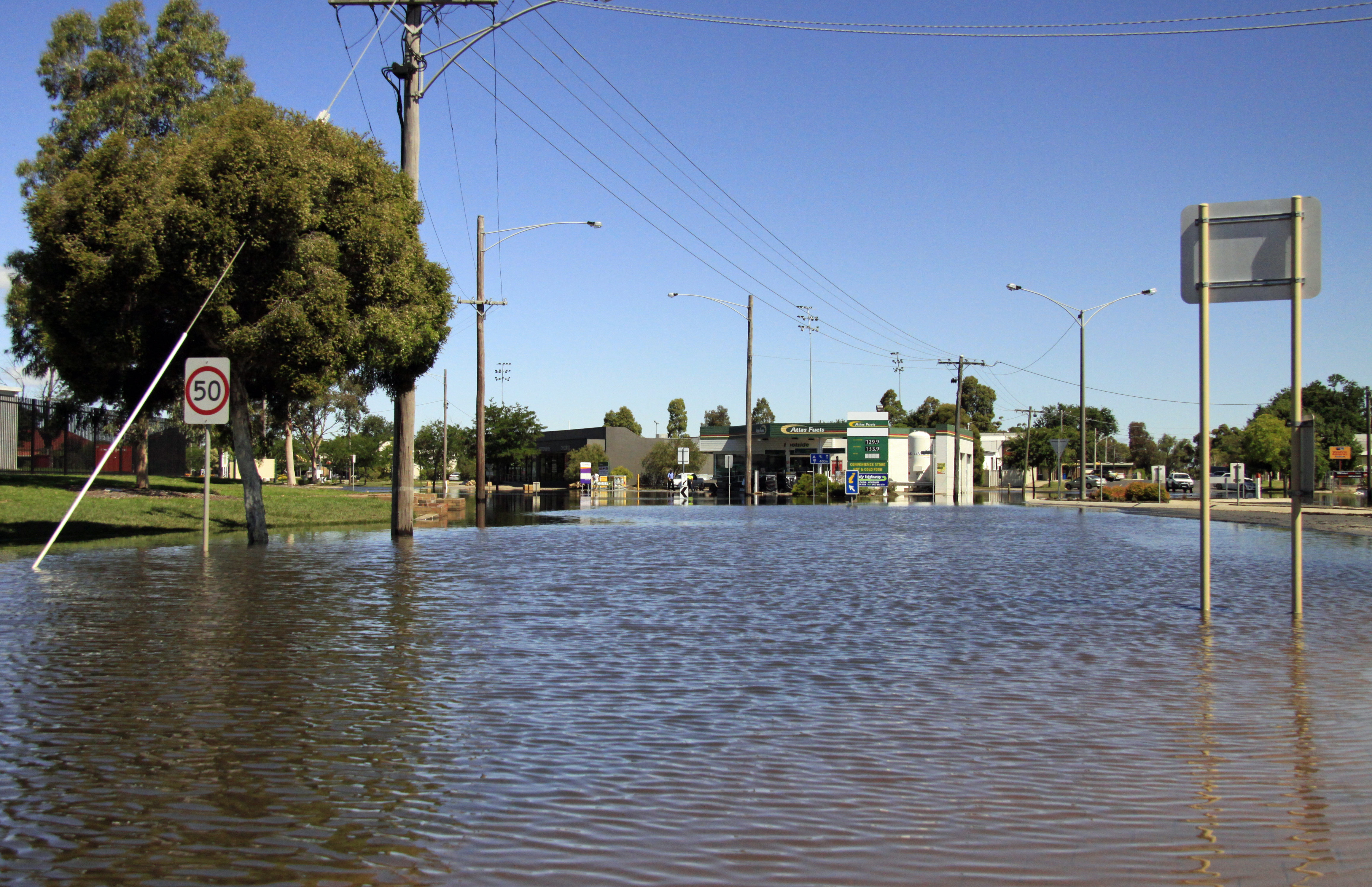
Überflutete Firebrace Street in Horsham am 19. Januar

- Horsham – Die Flut zerteilte die Stadt in zwei Teile und flutete 600 Häuser.[36] Die Gebiete nahe dem Zentrum standen einen Meter unter Wasser. Die Überflutung wurde als ein 200-Jahresereignis beschrieben.[2]
- Kerang – Levee wurde am 19. Januar aufgegeben, da die Flut nahezu 4.000 Personen vertrieb.
- Melbourne – die Sturzflut des Yarra River, die bei South Yarra über die Ufer trat und die des Maribyrnong River, flutet die Straßen von Footscray, South Melbourne, North Melbourne, St Kilda, Research, Tarneit und Maribyrnong.
- Newbridge – Die Überschwemmung zerstörte die Hauptgebiete des Newbridge Recreation Reserve.[37]
- Rochester – die schlimmste Überflutung in der Geschichte des Ortes, bei der 200 Häuser überflutet wurden, die 80 % der Gemeinde repräsentieren.[6]
- Serpentine
- Shepparton (und Mooroopna) – über 50 Häuser wurden geflutet und 500 Häuser von der Außenwelt abgeschnitten
- Skipton – wurde von 1 Meter hohem Wasser geflutet, betroffen war die Hauptstraße des Ortes, ein Pub, Supermarkt, eine Apotheke und 9 Wohn- und 20 Geschäftshäuser.[38] Diese Stadt war schon schwer von der Flut aus dem Jahr 2010 getroffen worden.[39]
- Swan Hill
- Warracknabeal

## Infrastruktur

### Straßenschließungen
- Calder Highway (Marong)
- Pyrenees Highway (zwischen Newstead und der Castlemaine-Maldon Road)
- Wimmera Highway (zwischen Newbridge, Logan und St Arnaud)
- Alle Straßen nach Kerang
- Murray Valley Highway (zwischen Cohuna und Swan Hill)
- Princes Highway (zwischen Ayresford Road und der Great Ocean Road)
- Sunraysia Highway (beide Richtung von Lexton aus)

### Weitere Schäden
Die Überschwemmung betraf auch die Elektrizitätsversorgung. Die Haushalte, die von der Charlton Power Station beliefert wurden, erhielten keinen Strom mehr, weil dieses Elektrizitätswerk vom Wasser geflutet und abgeschaltet wurde.
- Bendigo
- Ballarat und Ballan (2.100 Haushalte)
- Kyneton
- Swan Hill (2.400 Haushalte) am 20. Januar[44]
- Gisborne (500 Haushalte)
- Macedon und Wooden (1700 Haushalte)
- Maldon
- Wedderburn
- St Arnaud
- Donald
- Birchip
- Wycheproof
- Boort

## Tote
Am 18. Januar fand ein Polizist den Körper eines Jungen am Goulburn River, der an einem Billabong seit dem 17. Januar in Shepparton im Nordosten Victorias vermisst wurde.

## Reaktionen
Die Australian Defence Force (ADF) assistierte dem Victorian State Emergency Service (VICSES) ab dem 14. Januar 2011.
Der Premierminister von Victoria Ted Ballieu kam ab dem 17. Januar in die betroffenen Gebiete und sagte eine Hilfe von 7 Millionen A$ zu, wobei 5 Millionen A$ für die erforderlichen Reinigungen und Wiederherstellung und 1 Million A$ für öffentliche Unterstützung des Red Cross vorgesehen waren. Am 18. Januar sagte die Bundesregierung eine Hilfe von 4 Millionen A$ zur Wiederherstellung zu.
Vier Züge der 4th Reserve Response Force (4RRF) unter dem Kommando des Hauptquartiers der 4th Brigade Australiens wurden leitend unter dem Rapid Impact Assessments (RIA) eingesetzt, um Informationen über die Folgen der Überflutungen für die Gemeinschaft und die private Infrastruktur zu gewinnen.
Das ADF-Personal lieferte 200.000 Sandsäcke, verschiedene Nothilfeeinrichtungen, Sprit, Sand, Wasser und Betten für zahlreiche von der Flut Betroffene. Die RAAF transportierte 76.000 ADF-Sandsäcke vom 22. bis 23. Januar von Townsville und Brisbane nach Melbourne.
Am 24. Januar stand die Rapid Impact Assessments den Städten Charlton, Hamilton, Glenorchy, Halls Gap, Rochester, Bridgewater, Carisbrook, Dunolly, Clunes, Creswick, Appin South, Kerang West, Skipton, Newbridge und Horsham voll zur Verfügung. Am gleichen Tag stellte die ADF zwei Hubschrauber vom Typ Seahawk der Royal Australian Navy (RAN) und 40 Landfahrzeuge zur Untersuchung der Folgen der Überschwemmung zur Verfügung.
Die australische Premierministerin, Julia Gillard von der (Australian Labor Party), kam am 28. Januar 2011 erstmals in das Überflutungsgebiet von Victoria. Ted Ballieu von der Liberal Party, der amtierende Premierminister von Victoria, kritisierte die Premierministerin öffentlich, dass sie ihren Heimatstaat vergessen habe, weil sie eine kontroverse Diskussion über die Beseitigung der Überflutungsfolgen des zerstörten Queenslands entfacht habe.